# ナッズ
ナッズ（The NAZZ）は1967年にフィラデルフィアで結成されたアメリカのロックバンド。

## 概要
ギタリストで主要ソングライターのトッド・ラングレンとベーシストのカーソン・ヴァン・オーステンによって結成された。間も無くドラマー、トム・ムーニーとヴォーカリスト／キーボード奏者、ロバート・"スチュウキー"・アントーニが加入した。デビュー・シングル "Open My Eyes "と "Hello It's Me "で知られる。
彼らの名前はヤードバーズの曲「The Nazz Are Blue」に由来する。1968年から1969年にかけて、ナッズは2枚のアルバム、『Nazz』と『Nazz Nazz』をリリース。トッド・ラングレンとメンバーの音楽的意見の相違によりグループは1969年に解散。その後、アーカイヴ音源集が編纂され『Nazz III』というタイトルで1971年にリリースされる。ラングレンは「Hello It's Me」のソロ・ヴァージョンをレコーディングし、全米チャート5位を記録した。